# Köp
Köp är en typ av avtal som går ut på att mot betalning erhålla något, till exempel egendom eller en tjänst.  
Juridiskt sett är köp en onerös avtalstyp som i regel saknar formkrav. Det innebär att köp kan ingås både muntligen, skriftligen och konkludent. Vid köp av fast egendom och vid avbetalningsköp finns däremot vissa formkrav i lag. Fastighetsköp regleras i jordabalken, och avbetalningsköp regleras i lagen om avbetalningsköp mellan näringsidkare m.fl. och konsumentkreditlagen. Utöver dessa lagar finns regler om köp främst i köplagen, konsumentköplagen och konsumentjänstlagen.